# Hatiora × graeseri
Hatiora × graeseri és una espècie de planta suculenta que pertany a la família de les cactàcies. És un híbrid entre Hatiora gaertneri i Hatiora rosea.
És una planta perenne, carnosa, amb fulles aplanades i amb les flors de color rosa, vermell, taronja, salmó o blanc. Se la coneix com a "cactus de pasqua".

## Taxonomia
Hatiora × graeseri va ser descrita per (Lem.) Britton i Rose i publicat a Bradleya; Yearbook of the British Cactus and Succulent Society 5: 100. 1987.
Etimologia
Hatiora: nom genèric atorgat en honor del matemàtic, astrònom i explorador anglès Thomas Hariot (1560-1621), en forma d'un anagrama del seu nom.
graeseri epítet
Sinonímia
- Rhipsaphyllopsis graeseri Werderm.[2]